# Лемарешаль, Феликс
Фели́кс Лемареша́ль (фр. Félix Lemaréchal; родился 19 января 2004) — французский футболист, полузащитник французского клуба «Страсбур».

## Клубная карьера
Уроженец Тура (департамент Эндр и Луара), Феликс начал свою футбольную карьеру в академии клуба «Тур». Также тренировался в футбольных академиях клубов «Сен-Сир-сюр-Луар» и «Бордо». В 2019 году перешёл в «Монако», после чего играл за молодёжные команды клуба. 16 октября 2021 года дебютировал в основном составе «Монако» в матче французской Лиги 1 против клуба «Олимпик Лион», выйдя на замену Элиоту Матазо.

## Карьера в сборной
Выступал за сборные Франции до 16 и до 17 лет.